# (10203) Flinders
Pour les articles homonymes, voir Flinders.
(10203) Flinders est un astéroïde de la ceinture principale.

## Description
(10203) Flinders est un astéroïde de la ceinture principale. Il fut découvert le 1er août 1997 à Woomera par Frank B. Zoltowski. Il présente une orbite caractérisée par un demi-grand axe de 2,20 UA, une excentricité de 0,08 et une inclinaison de 4,7° par rapport à l'écliptique.

## Compléments